# Afroholopogon aspros
Afroholopogon aspros är en tvåvingeart som beskrevs av Jason Gilbert Hayden Londt 2005. Afroholopogon aspros ingår i släktet Afroholopogon och familjen rovflugor. Inga underarter finns listade i Catalogue of Life.